# Heinrich Wiatrek
Heinrich Wiatrek (* 1. Juli 1896 in Gleiwitz; † 29. Oktober 1945 in Bad Reiboldsgrün) (Pseudonym: Fritz Weber) war ein deutscher Politiker (KPD).

## Leben und Wirken
Wiatrek wurde 1896 als Sohn eines Arbeiters in Oberschlesien geboren. Im Jahr 1922 trat er der KPD bei. Für die Partei übernahm er mehrere Funktionen und Ämter. Ab 1927 war Wiatrek Stadtverordneter in Gleiwitz. Ab 1929 übernahm er für die KPD die Funktion eines „Organisations-Leiters“ in Oberschlesien. Zugleich war er mehrere Jahre Mitglied des Provinziallandtages Oberschlesien. Ab 1929/30 übernahm Wiatrek auch Funktionen in der Revolutionären Gewerkschafts-Opposition. Von Dezember 1918 bis 1927 ging Wiatrek einer Tätigkeit im Reichsbahnausbesserungswerk Gleiwitz nach.
Von November 1932 bis Oktober 1934 besuchte Wiatrek als auserwählter KPD-Funktionär die Internationale Lenin-Schule in Moskau. 1935 wurde er Mitglied des Zentralkomitees der KPD. Er reiste unter falschem Namen ins Deutsche Reich und beteiligte sich für die KPD im Widerstand gegen das NS-Regime. Außerdem nahm er an der Brüsseler Konferenz der KPD teil. Später wurde Wiatrek Abschnittsleiter Nord der illegalen KPD. Er lebte in Kopenhagen, wo sich das Zentrum der Auslandsleitung Nord der illegalen KPD befand. Zeitweise übernahm Wiatrek, der mehrfach in Konflikt mit der eigenen Partei und der Kommunistischen Internationale geraten war, die Koordination der gesamten KPD-Arbeit in Skandinavien. Um sich nach dem deutschen Einmarsch in Dänemark vor der Gestapo zu tarnen, nahm Wiatrek das Pseudonym Fritz Weber an.
Wiatrek wurde am 19. Mai 1941 von der Gestapo verhaftet und anschließend zum Verhör nach Hamburg gebracht. Die bei diesen Verhören gewonnenen Informationen konnte die Gestapo nutzen, um zahlreiche weitere Verhaftungen zu erreichen. Wiatrek fuhr auch mit der Gestapo nach Kopenhagen, um bei Verhaftungen behilflich zu sein. Seine Kapitulation begründete er selbst so: „Ich tat es, weil ich im Laufe schwerer innerer Auseinandersetzungen gezwungen war einzusehen, dass der Glaube an mein Ideal ein Irrglaube und mein bisheriger Weg, den Interessen des deutschen Volkes zu dienen, sich als Irrweg erwies.“ Am 24. September 1941 wurde Wiatrek ins Zuchthaus Brandenburg verlegt. Am 17. Mai 1943 verurteilte ihn der Volksgerichtshof zum Tode. Die Hinrichtung wurde jedoch auf Intervention der Gestapo wiederholt hinausgezögert. Ende April 1945 kam er in Freiheit. Wiatrek starb kurz nach Kriegsende an Tuberkulose.